# Nguyễn Du
Nguyễn Du (1766-1820) is een gevierd Vietnamees dichter die schreef in chữ nôm, het oude schrift van Vietnam. Hij is vooral bekend om zijn epische gedicht Kim Vân Kiều (金雲翹 in chu nom).

## Leven
Nguyen Du was geboren in 1766 in het dorp Tiên Điền, in het district Nghi Xuân, provincie Nghệ Tĩnh in Noord-Vietnam. Hij was het zevende kind van Nguyễn Nghiễm, een voormalige eerste minister onder de Lê-dynastie. Hij verloor zijn vader toen hij tien was en zijn moeder drie jaar later. Gedurende het grootste deel van zijn tienerjaren leefde hij bij zijn broer Nguyễn Khản en later bij zijn schoonbroer Đoàn Nguyễn Tuấn.
In 1802 verkreeg hij een militaire post onder de Nguyen-dynastie en hij werd gepromoveerd tot ambassadeur in China in 1813.

## Werken
Kim Van Kieu is een van zijn vele werken. Ander literair werk bevat: Thanh Hiên thi tập (Dichtenbundel van Thanh Hien), Nam Trung Tạp Ngâm en Bắc Hành Tạp Lục.

## Kim Van Kieu
Dit zijn de eerste zes regels van zijn beroemdste gedicht.
Trăm năm trong cõi người ta,
Chữ tài chữ mệnh khéo là ghét nhau.
Trải qua một cuộc bể dâu,
Những điều trông thấy mà đau đớn lòng.
Lạ gì bỉ sắc tư phong,
Trời xanh quen thói má hồng đánh ghen.
Eerste 224 verzen (in het Vietnamees) (voor de volgende verzen: klik op câu 225 - 416 enz.)

### Nederlandse vertaling
Honderd jaar, in die korte spanne van het leven van een mens,
Worden Talent en Lot in bittere strijd gebalanceerd.
Oceanen veranderen in braamvelden,
Een desolaat gezicht.
Meer gaven, minder kansen, aldus is de wet van de Natuur,
En de blauwe hemel staat erom gekend jaloers te zijn van roze kaakjes.